# Beer cheese spread

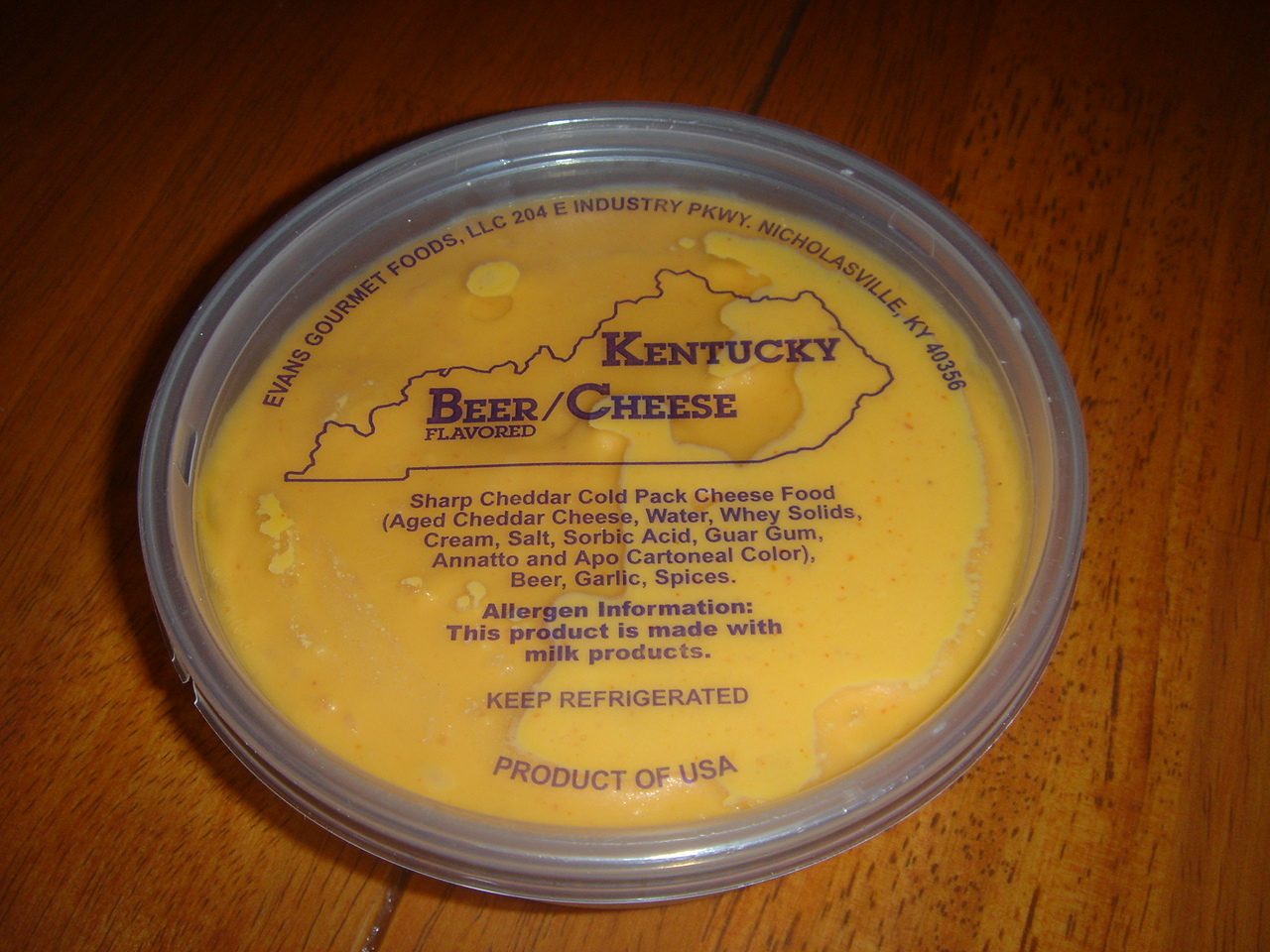
Un pot de Beer cheese.

Le beer cheese spread ou beer cheese dip (littéralement « tartinade bière et fromage » ou  « trempette bière et fromage ») est une recette simple à base de fromages fondus et de bière. Ce plat de type « comfort food » (aliment-réconfort en français) est souvent proposé dans des pubs et servi à l'apéritif ou en entrée.

## Recette
Les recettes ont de nombreuses variantes, mais elles utilisent toutes une base de fromages râpés (fromage à la crème, cheddar, mozzarella), de bière et d'ail. Ces ingrédients sont mélangés et cuits doucement dans une casserole jusqu'à obtention d'une sauce épaisse et lisse. Si la recette devenue traditionnelle est servie dans de nombreux pubs, elle est aussi largement répandue dans l'agroalimentaire industriel, où les fromages d'origine sont souvent remplacés par des préparations culinaires à la saveur de cheddar.

## Dégustation
On trempera des bretzels chauds, des chips de maïs ou des légumes crus taillés en bâtonnets dans un bol de cette préparation encore chaude ou tiède. Cette sauce peut aussi être simplement étalée sur du pain ou sur des toasts.

## Histoire

### Dans sa forme actuelle: la piste du Kentucky
Le fromage à la bière semble avoir été servi pour la première fois dans les années 1940 au Johnny Allman, un restaurant du comté de Clark, dans le Kentucky. John Allman, propriétaire du restaurant, a attribué l'invention de la recette à son cousin, Joe Allman, chef à Phoenix en Arizona.
Le 21 février 2013, le Kentucky a décrété que le comté de Clark était le berceau du fromage à la bière.

### Origines plus anciennes
Le mélange de bière et de fromage est attesté dans une recette de cuisine depuis au moins l'époque médiévale. Les Gallois cuisaient du fromage et de la bière sur ou avec du pain. Ils exporteront leur recette dans le nord de la France au XVIe siècle, où le plat prendra le nom de welsh rarebit. La composition de la recette initiale évoluera dans le nord de la France vers une préparation fondue et gratinée servie très chaude, plus proche du croque-monsieur ou de la croute savoyarde, alors que le Beer cheese spread sera servi tiède et plus compact pour que l'on y plonge des bâtonnets ou qu'on le tartine comme une crème épaisse.

## Divers
Il existe un festival du beer cheese à Winchester dans le comté de Clark au Kentucky, chaque année au mois de juin. Ce festival, créé en 2009, rassemble plus de 150 exposants . Plusieurs compétitions voient s'opposer des fabricants professionnels locaux ou des cuisiniers représentant leur établissement, mais aussi des amateurs.